# 富安花園巴士總站

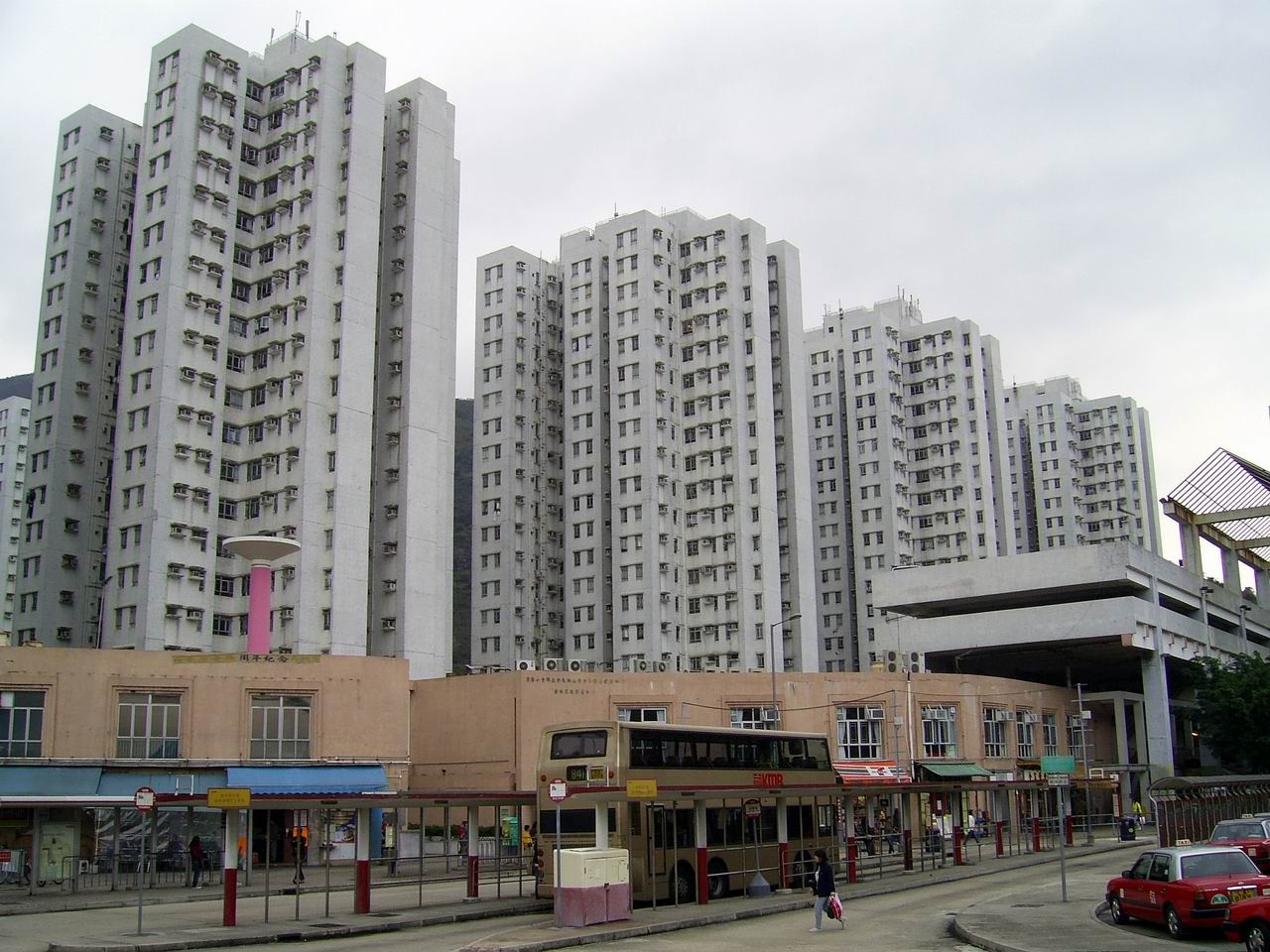
富安花園巴士總站背面（2008年）

富安花園巴士總站（英語：Chevalier Garden Bus Terminus）是香港一個坑狀巴士總站，位於馬鞍山新市鎮西部的富安花園對開，於1987年10月17日啟用。

## 總站路線資料

### 九龍巴士84M線
- 富安花園 ↔ 樂富

1987年11月1日配合富安花園落成而投入服務，途經沙田第一城、大老山隧道、鑽石山站。

### 過海隧道巴士680B線
- 富安花園 → 金鐘（東）

2013年11月11日投入服務，為晨早特別路線，由富安花園開出。

## 途經路線資料

### 九龍巴士43X線
- 馬鞍山（耀安） ↔ 荃灣西站

於1990年5月1日投入服務，是第一條來往馬鞍山及荃灣區的巴士路線，途經富安花園、沙田第一城、城門隧道及石圍角。

### 九龍巴士81C線
- 馬鞍山（耀安） ↔ 尖沙咀東（麼地道）

於1989年1月16日開辦，是殖民地政府自1988年放寬公共交通協調政策後，首條直接往來新界東至南九龍的專利巴士路線，途經沙田、大圍、油麻地、尖沙咀。平日上午繁忙時間往九龍的班次則由281B及281X線取代。

### 九龍巴士85K線
- 恆安 ↔ 沙田站

1987年2月5日路線投入服務，是馬鞍山區第一條行走巴士路線，來往恆安及沙田站。

### 九龍巴士89C線
- 恆安 ↔ 觀塘（翠屏道）

途經翠屏邨、觀塘市中心、牛頭角下邨、九龍灣、啟業邨、彩虹邨、大老山隧道、沙田第一城、石門、沙田醫院、大水坑、富安花園、錦泰苑、頌安邨及耀安邨。

### 九龍巴士281X線
- 馬鞍山（耀安） → 尖沙咀東（麼地道）

於2012年11月26日投入服務，取代81C線平日上午繁忙時間往九龍的班次，途經欣安邨、馬鞍山77區、富安花園、沙田醫院、沙瀝公路、獅子山隧道、九龍塘、油麻地、佐敦及尖沙咀，只於平日上午繁忙時間提供服務。

### 九龍巴士289K線
- 大學站 ↺ 富安花園

2001年1月1日開辦，由大學鐵路站以循環線形式往返富安花園。是踏入廿一世紀第一條開辦的巴士路線。

### 過海隧道巴士681P線
- 馬鞍山（耀安） ↔ 上環

只於平日繁忙時間提供服務，並只限上午班次途經此總站。

### 過海隧道巴士682A線
- 馬鞍山市中心 → 柴灣（東）（上午班次）
柴灣（東） → 泥涌（下午班次）

只於平日繁忙時間提供服務，並只限上午班次途經此總站。

### 過海隧道巴士981P線
- 馬鞍山（耀安） → 灣仔（菲林明道）

於2017年2月20日投入服務，只於平日繁忙時間提供服務，並只限上午班次途經此總站。

### 龍運巴士A41P線
- 烏溪沙站 ↔ 機場（地面運輸中心）

於1999年6月30日投入服務，途經錦英苑、馬鞍山市中心、耀安邨、錦泰苑、富安花園、石門、沙田第一城、青沙公路、昂船洲大橋、青嶼幹線、北大嶼山公路及港珠澳大橋香港口岸。

### 九龍巴士N281線
- 錦英苑 ↔ 紅磡站

1991年1月29日投入服務，於81C及87D收車後繼續提供馬鞍山、沙田往來九龍市區心臟地帶的巴士服務。途經沙田第一城、沙角邨、新翠邨、顯徑邨、九龍塘、旺角、油麻地。

### 龍運巴士NA40線
- 烏溪沙站 ↔ 港珠澳大橋香港口岸（經機場客運大樓）

於2016年12月17日投入服務，途經錦英苑、馬鞍山市中心、耀安邨、錦泰苑、富安花園、石門、沙田第一城、禾輋邨、瀝源邨、沙田市中心、城門隧道、青荃橋、青衣北岸公路、青嶼幹線、北大嶼山公路、國泰城及一號客運大樓，只於深宵時段提供服務。

### 新界區專線小巴805S線
- 錦英苑 ↔ 旺角